# Адміністративний устрій Лохвицького району
Адміністративний поділ Лохвицького району — адміністративно-територіальний поділ Лохвицького району Полтавської області на 1 міську громаду, 1 сільську громаду, 1 міську раду і 17 сільських рад, які об'єднують 81 населений пункт.

## Список громадЛохвицького району
| № | Назва                       | Центр      | Населені пункти                                              | Площа км² | Місце за площею | Населення (2001), чол. | Місце за населенням |
| - | --------------------------- | ---------- | ------------------------------------------------------------ | --------- | --------------- | ---------------------- | ------------------- |
| 1 | Лохвицька міська громада    | м. Лохвиця | c. Васильки c. Гаївщина c. Криниця м. Лохвиця c. Христанівка |           |                 |                        |                     |
| 2 | Сенчанська сільська громада | c. Сенча   | c. Лучка c. Рудка c. Сенча c. Хитці c. Шеки                  |           |                 |                        |                     |

## Список сільських радЛохвицького району
| №  | Назва                          | Центр             | Населені пункти | Площа км² | Місце за площею | Населення (2001), чол. | Місце за населенням |
| -- | ------------------------------ | ----------------- | --- | --------- | --------------- | ---------------------- | ------------------- |
| 1  | Заводська міська рада          | м. Заводське      | м. Заводське c. Вишневе |           |                 |                        |                     |
| 2  | Безсалівська сільська рада     | c. Безсали        | c. Безсали c. Вишеньки c. Мехедівка c. Озерне c. Сокириха c. Червона Слобідка                                              |           |                 |                        |                     |
| 3  | Бербеницька сільська рада      | c. Бербениці      | c. Бербениці |           |                 |                        |                     |
| 4  | Білогорільська сільська рада   | c. Білогорілка    | c. Білогорілка c. Воля c. Ручки                                                                                            |           |                 |                        |                     |
| 5  | Бодаквянська сільська рада     | c. Бодаква        | c. Бодаква c. Заморіївка c. Нижня Будаківка c. Пісочки c. Хрулі c. Червоні Луки                                            |           |                 |                        |                     |
| 6  | Вирішальненська сільська рада  | c. Вирішальне     | c. Вирішальне c. Бешти c. Високе c. Гірки c. Сльозиха c. Часниківка c. Шкадрети                                            |           |                 |                        |                     |
| 7  | Гирявоісковецька сільська рада | c. Гиряві Ісківці | c. Гиряві Ісківці c. Веселе c. Зірка c. Млини c. Степне c. Слобідка c. Старий Хутір c. Червона Балка c. Чижі c. Шевченкове |           |                 |                        |                     |
| 8  | Жабківська сільська рада       | c. Жабки          | c. Жабки c. Нове |           |                 |                        |                     |
| 9  | Ісковецька сільська рада       | c. Ісківці        | c. Ісківці c. Дрюківщина c. Овдіївка c. Скоробагатьки c. Яблунівка                                                         |           |                 |                        |                     |
| 10 | Лучанська сільська рада        | c. Лука           | c. Лука с. Юсківці |           |                 |                        |                     |
| 11 | Корсунівська сільська рада     | c. Корсунівка     | c. Корсунівка c. Вовківське c. Потоцьківщина c. Пласківщина c. Саранчине                                                   |           |                 |                        |                     |
| 12 | Пісківська сільська рада       | c. Піски          | c. Піски c. Шевченки c. Яремівщина                                                                                         |           |                 |                        |                     |
| 13 | Погарщинська сільська рада     | c. Погарщина      | c. Погарщина c. Дібрівне                                                                                                   |           |                 |                        |                     |
| 14 | Ригівська сільська рада        | c. Риги           | c. Риги c. Венслави c. Пестичевське                                                                                        |           |                 |                        |                     |
| 15 | Свиридівська сільська рада     | c. Свиридівка     | c. Свиридівка c. Дереківщина c. Парницьке c. Степуки c. Яшники                                                             |           |                 |                        |                     |
| 16 | Токарівська сільська рада      | c. Токарі         | c. Токарі c. Гамаліївка c. Долинка c. Пучківщина c. Руда                                                                   |           |                 |                        |                     |
| 17 | Харківецька сільська рада      | c. Харківці       | c. Харківці c. Архипівка c. Западинці                                                                                      |           |                 |                        |                     |
| 18 | Яхниківська сільська рада      | c. Яхники         | c. Яхники c. Романиха c. Шмиглі                                                                                            |           |                 |                        |                     |

* Примітки: м. - місто, смт - селище міського типу, с. - село

## Колишні населені пункти
- Ромашки († 1988)
- Дідів Яр († 2004)
- Закроїха († 2004)
- Миколаївка († 2005)
- Ромоданівка († 2005)
- Забодаква († 2009)